# This Life (Lily's Blowの曲)
「This Life」（ディス・ライフ）は、Lily's Blowの楽曲。2017年12月6日に3枚目のシングルとしてビーイングから発売された。

## 解説
TOKYO MX・AbemaTV『パンクラスLIVE』テーマソング、および2018年公開の映画『東京彗星』主題歌。
NANAは表題曲について「人生、生きていればやり直すこともできると思う。でも何もなかったように、また最初から無傷で始めることはできない。それでも私たちは何度でもやり直していかなければならないし、生きていかなければならない。そんな気持ちをこめて作りました」とコメントしている。

## 収録トラック

### 初回限定盤
CD
1. This Life
作詞：近藤ひさし　作曲・編曲：楠野功太郎
2. Don't Make Me
作詞・作曲：近藤ひさし　編曲：楠野功太郎
3. This Life 〜Instrumental〜
4. Don't Make Me 〜Instrumental〜

DVD
1. 「Loved you」LIVE映像@TOKYO AUTO SALON 2017 in 幕張メッセ

### 通常版
1. This Life
2. Happy Xmas
作詞・作曲：近藤ひさし　編曲：楠野功太郎
3. This Life 〜Instrumental〜
4. Happy Xmas 〜Instrumental〜

## レコーディング参加
This Life
三井真一 - ギター
二家本亮介 - ベース
AMI（Chelsy） - ドラム、コーラス
Don't Make Me
AYUMI（Astrovery） - ギター
カワイリエ - ベース
山内“masshoi”優 - ドラム
西村奈央 - キーボード
AMI（Chelsy） - コーラス
Happy Xmas
植田浩二 - ギター
二家本亮介 - ベース
AMI（Chelsy） - ドラム、コーラス
Juny-a - サックス
Atsuki - トランペット
東條あづさ - トロンボーン